# 吉奧爾基五世
吉奧爾基五世（1286年—1346年）是一位喬治亞國王，1299年至1346年在位。他帶領格鲁吉亚王國從蒙古佔領中恢復獨立並走向中興。

吉奧爾基五世統治下的喬治亞疆域

他是德米特里二世之子。為了對付敵對蒙古的大衛八世，伊兒汗合贊於1299年將他立為喬治亞國王。他致力於統一喬治亞，使伊梅雷蒂的巴格拉特一世臣服於自己。隨著伊兒汗國的衰落，喬治亞逐漸擺脫蒙古的控制。他在1346年去世，由兒子大衛九世繼位。